# José Pérez Francés
José Pérez Francés (ur. 27 grudnia 1936 w Peñacastillo, zm. 30 września 2021 w Barcelonie) – hiszpański kolarz szosowy.
Swoją profesjonalną karierę rozpoczął w 1959 roku wcześniej występując w zawodach amatorów. Do największych jego sukcesów zalicza się trzykrotne zwycięstwa etapowe w Vuelta Espana oraz 4-krotne stawanie na podium w tym wyścigu. Oprócz tego sukcesu odniósł zwycięstwo w klasyfikacji punktowej Vuelta Espana 1964 a także dwukrotnie, w 1960 oraz 1964 zdobywał tytuł mistrza Hiszpanii w kolarstwie szosowym.
Z powodzeniem występował w Tour de France. W 1965 roku zajął trzecie miejsce w klasyfikacji generalnej (po Jacques’u Anquetilu oraz Federico Bahamontesie) a w 1967 odniósł zwycięstwo etapowe.
Zakończył swoją karierę w 1969 roku w wieku 33 lat.